# Myrspröding
Myrspröding (Psathyrella sphagnicola) är en svampart som först beskrevs av René Charles Maire, och fick sitt nu gällande namn av J. Favre 1937. Myrspröding ingår i släktet Psathyrella och familjen Psathyrellaceae.  Arten är reproducerande i Sverige. Inga underarter finns listade i Catalogue of Life.